# Digitale Allmend
Die Digitale Allmend ist ein 2006 gegründeter schweizerischer Verein mit Sitz in Aarau, der sich dafür einsetzt, den öffentlichen Zugang zu digitalen Gütern und deren Weiterentwicklung zu sichern.
Der Name «Digitale Allmend» bezieht sich auf die digitale Wissensallmende. Die Digitale Allmend prägt gemäss Tages-Anzeiger mit Veranstaltungen die netzpolitischen Debatten in der Schweiz und ist Anlaufstelle für Medienschaffende in Sachen Netzpolitik.
Die Digitale Allmend ist Teil der Digitalen Gesellschaft in der Schweiz.

## Schwerpunkte
Die Digitale Allmend fördert die Herstellung und Verbreitung von freien Werken und kümmert sich um den Schutz von gemeinfreiem Kulturgut (Public Domain) gegen unberechtigte Aneignung im Sinne des Urheberrechtes und anderer Schutzrechte (Copyfraud). Sie versucht die Öffentlichkeit für Problemstellungen und zeitgemässe Lösungsansätze im Bereich des geistigen Eigentums im digitalen Zeitalter zu sensibilisieren.

## Tätigkeiten
Der Verein organisiert Kurse und Veranstaltungen, unter anderem mit dem Konzeptbüro der Roten Fabrik in Zürich oder mit Referenten wie Cory Doctorow.
Beim Eidgenössischen Institut für Geistiges Eigentum (IGE) nimmt die Digitale Allmend an den jährlichen Urheberrechtsgesprächen teil und bringt die Interessen der Autoren freier Werke ein. In Zusammenarbeit mit dem Verein Digitale Allmend hat das IGE eine Zusammenstellung von häufigen Fragen und Antworten zur Public Domain veröffentlicht.
Der Verein führt den Lead für Creative Commons in der Schweiz und ist mit einem dreiköpfigen Juristenteam für die Anpassung der CC-Lizenzen an Schweizer Recht verantwortlich. Mitglieder treten als Vertreter von CC Schweiz regelmässig als Redner an Tagungen zu Urheberrecht und Creative Commons auf.
Der Verein äussert sich immer wieder in Medien oder Diskussionen zum Thema Netzpolitik in der Schweiz.